# Real Club de Tenis de San Sebastián
Real Club de Tenis de San Sebastián es un club deportivo de la ciudad de San Sebastián en el País Vasco (España). Se trata del club deportivo en activo más antiguo de la Provincia de Guipúzcoa, y de los primeros clubs de tenis en España ya que su fundación se remonta a 1904.

## Historia
El club fue fundado en agosto de 1904 bajo la denominación de San Sebastián Recreation Club. 
Su primer presidente fue Jorge Satrústegui. En sus orígenes fue un club polideportivo, bajo cuyo paraguas se practicaron numerosas disciplinas deportivas (fútbol, hockey, cricket, hípica, rugby, polo, golf, atletismo,...) aunque entre todos ellos el tenis tomó ya un papel relevante desde sus inicios. 
Su primera sede estaba en el barrio de Ategorrieta, aunque pronto construyó sus instalaciones en el barrio de El Antiguo, donde se asentó a partir de 1906, junto a la avenida de Zumalacárregui.
La década de 1910 fue de crisis del club, que vio cómo iban desapareciendo o separándose las diferentes secciones deportivas, manteniéndose con vitalidad únicamente la sección de tenis.
Entre los clubes que surgieron a partir de escisiones del Recreation Club cabe destacar la Real Sociedad de Fútbol.
El 1 de febrero de 1919, el club fue refundado con la denominación de Real Club de Tenis de San Sebastián.  
A finales de la década de 1920 se procedió a la urbanización de la zona de Ondarreta, donde el Recreation Club había asentado sus instalaciones, incluyendo los prados donde se había encontrado el campo de fútbol de Ondarreta, el primer campo de fútbol de la ciudad, que desapareció por aquel entonces. 
El club firmó un acuerdo con el ayuntamiento de San Sebastián por el que se trasladó en 1928 a su actual ubicación, en la zona denominada por aquel entonces de las marismas de Ondarreta y donde permanece hasta la actualidad. 
El Tenis de Ondarreta fue desde entonces uno de los puntos clave de la vida social de la ciudad, siendo sede de numerosos eventos sociales de todo tipo. 
El club pasó por una época de crisis y decadencia a principios de la década de 1980 debido a la marcha de buena parte de las familias de clase alta que veraneaban en la ciudad y que tomaban parte en los actos del club. Con ayuda municipal y abriéndose a otras capas sociales mediante la organización de competiciones y cursillos de tenis, el club pudo sobrevivir y recuperarse. 
En las últimas décadas el club remodeló y amplió sus instalaciones, así como abrió nuevas secciones de piragüismo y pádel.

## Eventos deportivos
Desde que se instaló en su actual ubicación, las mejores raquetas mundiales jugaron en el club.
Los franceses Suzanne Lenglen (mejor jugadora del mundo y pionera del deporte femenino  en los albores del siglo XX) y Jean Borotra participaron asiduamente en el club en sus primeros años.
En 1933 y 1934 Bill Tilden, considerado en su momento mejor jugador del mundo, desplegó su juego en las instalaciones del club.

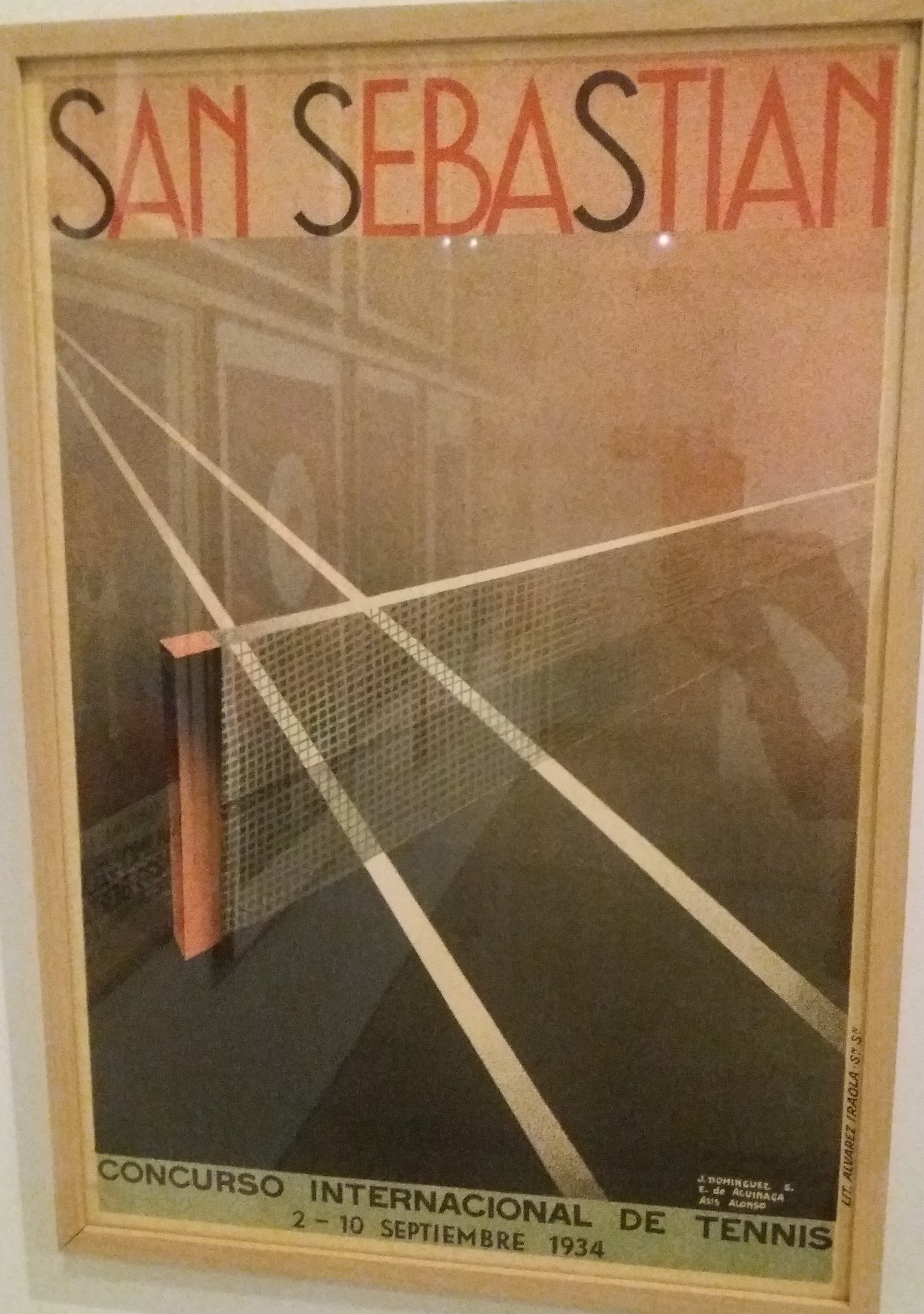
Cartel anunciador del torneo internacional de 1934

En 1941 Lili Álvarez (pionera del deporte femenino en España) participó en el torneo de San Sebastián.
En 1958 irrumpió el profesionalismo en el mundo del tenis y en 1960 se pudo ver en las instalaciones del club a los "profesionales" Andrés Gimeno,  Tony Travert. Ashley Cooper y Pancho Segura.
Nuevamente en 1963 se pudo ver al grupo profesional de Kramer con los números uno mundiales  Rod Laver y Levis Hoad junto con Andrés Gimeno y Luis Ayala.
En 1968 se desarrolló una eliminatoria de La Copa Davis con la presencia de Manolo Santana, Manuel Orantes y José  Luis Arilla. España venció a Egipto.
El concurso internacional lo ganaron, entre otros,  Manuel Santana,(1960 y 1962), Roy Emerson (1963), Martin Mulligan (1965 y 1967) , Helga Schultze (1966),  Manuel Orantes (1970),  Víctor Pecci (1974),  Jordi Arrese (1986), Emilio Sánchez Vicario (1987),  Pablo Andújar en 2008 o Thiemo de Bakker en 2009.
En la inauguración de las nuevas pistas cubiertas en 2004, disputaron  un encuentro de exhibición Albert Costa y Feliciano López. 
Otros tenistas destacados que jugaron en sus instalaciones fueron Juan Manuel Couder,  Francois Jauffret, Kin Warwick, Sue Alexander,   Sergio Casal, Onny Parum, Alberto Berasategui, Fred Stolle, Juan Gisbert, José Higueras etc. 
Guipúzcoa fue un lugar privilegiado para ver a los mejores tenistas de la época en el RCTSS y en el club Txingudi de Irún, donde Rafael Nadal disputó un torneo en el año 2002. 

### La sección de fútbol
|  | Para un completo desarrollo de la sección de fútbol véase San Sebastian Recreation Club |

El 29 de agosto de 1904, bajo la presidencia de Jorge Satrústegui se fundó en San Sebastián la sección de foot-ball del San Sebastian Recreation Club. El San Sebastian Recreation Club se convirtió así en el primer club dedicado a esta práctica formalmente establecido en la ciudad y también se convirtió en el primer club guipuzcoano en participar en un campeonato nacional, al presentarse a la competición del Campeonato de España de 1905, donde finalizó tercero por detrás de Athletic Club y Madrid Foot-Ball Club, a la postre campeón del torneo.
En 1906 el club trasladó sus instalaciones desde el barrio de Ategorrieta, donde había sido fundado, a una zona cercana a la playa de Ondarreta. Entre otras instalaciones aprovecharon los prados cercanos para la construcción del Campo de Ondarreta, primer terreno de foot-ball de la ciudad. Su presidente Satrústegui participó además, junto a Carlos Padrós (presidente del Madrid F. C.) y Narciso Masferrer (presidente de la Federación Catalana), en la redacción de los estatutos de la Federación Española de Fútbol.
El uniforme del club consistía en una llamativa camisa mitad amarilla y verde, completada con calzones y medias negras. El club desapareció a finales de 1907 o principios de 1908 tras desavenencias internas que terminarían por dar con la fundación de la actual Real Sociedad de Fútbol.